# The Nephilim
The Nephilim è il secondo album in studio del gruppo gothic rock britannico Fields of the Nephilim, pubblicato nel 1988.

## Il disco
Dopo il parziale successo del disco d'esordio, la band bissa e si migliora con il secondo full-length, anticipato di qualche mese dal singolo Moonchild, accompagnato da un accattivante videoclip. Verrà trainato, successivamente, da un video registrato per un brano non presente su disco: Psychonaut. Anche qui, come nel precedente, ci sono delle differenze nella track-list: la b-side Shiva del singolo finirà solo nella versione in CD. Nell'edizione inclusa nel cofanetto 5 Albums del 2013, fu aggiunto anche il lato B del singolo per Psychonaut.

## Tracce

### CD Version
1. Endemoniada – 7:15
2. The Watchman – 5:31
3. Phobia – 3:37
4. Moonchild – 5:40
5. Chords of Souls – 5:08
6. Shiva – 4:50
7. Celebrate – 6:23
8. Love Under Will – 7:08
9. Last Exit for the Lost – 9:42

### LP & Cassette Version
1. Endemoniada – 7:11
2. The Watchman – 5:31
3. Phobia – 3:39
4. Moonchild – 5:39
5. Chords of Souls – 5:07
6. Celebrate – 6:25
7. Love Under Will – 7:06
8. Last Exit for the Lost – 9:42

## Repress Edition

### 5 Albums Version
1. Endemoniada – 7:15
2. The Watchman – 5:31
3. Phobia – 3:37
4. Moonchild – 5:40
5. Chords of Souls – 5:08
6. Shiva – 4:50
7. Celebrate – 6:25
8. Love Under Will – 7:31
9. Last Exit for the Lost – 9:47

Bonus Tracks
1. Celebrate (Second Seal) (Full Version) – 7:53

## Formazione
- Carl McCoy – voce
- Peter Yates – chitarra
- Paul Wright – chitarra
- Tony Pettitt – basso
- Alexander "Nod" Wright – batteria